# Sacium hemipterum
Sacium hemipterum is een keversoort uit de familie molmkogeltjes (Corylophidae). De wetenschappelijke naam van de soort werd in 1896 gepubliceerd door George Henry Horn.